# 美国空军机动司令部

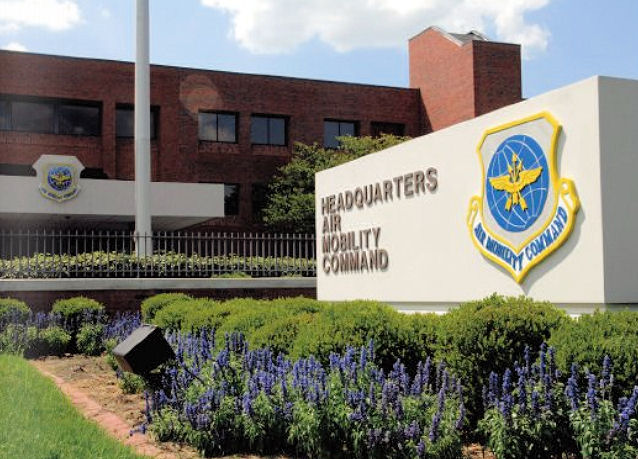
总部外景

空军机动司令部（Air Mobility Command ，AMC）是美国空军十大一级司令部之一，总部位于伊利诺伊州斯科特空军基地。现任司令是約翰·拉蒙塔尼上将。
空中机动司令部成立于1992年6月1日，由原军事空运司令部和战略空军司令部改编而成，是空运系统和空中加油机部队融合的产物。

## 概要
空中機動司令部的任務是提供全球空中機動力，在向國內外提供人道主義支持方面也起著至關重要的作用。

## 屬下部隊

### 編號航空隊
第十八航空隊

## 资料
1. ↑  Air Mobility Command Fact Sheet 的存檔，存档日期2008-09-15.